# Sidi Abderrazak
Sidi Abderrazak (en àrab سيدي عبد الرزاق, Sīdī ʿAbd ar-Razzāq; en amazic ⵙⵉⴷⵉ ⵄⴱⴷⵕⵕⵣⵣⴰⵇ) és una comuna rural de la província de Khémisset, a la regió de Rabat-Salé-Kenitra, al Marroc. Segons el cens de 2014 tenia una població total de 13.464 persones.